# 格雷戈里·瓦特莱
格雷戈里·瓦特莱（法語：Grégory Wathelet，1980年9月10日—），比利时男子马术运动员，2015年欧洲马术锦标赛个人场地障碍赛银牌得主、2019年欧洲马术锦标赛团体场地障碍赛金牌得主、2020年夏季奥林匹克运动会团体场地障碍赛铜牌得主。